# Ostoja Magurska
Ostoja Magurska (PLH180001) – projektowany specjalny obszar ochrony siedlisk, aktualnie obszar mający znaczenie dla Wspólnoty, położony w centralnej części Beskidu Niskiego. Zajmuje powierzchnię 20 104,73 ha. Leży w granicach dwóch województw: podkarpackiego (powiat krośnieński i jasielski) i małopolskiego (powiat gorlicki).
Niemal cała powierzchnia obszaru zawiera się w granicach innych wielkoobszarowych form ochrony przyrody – najwięcej (92,2%) zajmuje Magurski Park Narodowy. W granicach obszaru znajduje się jeden rezerwat przyrody: Kornuty.

## Typy siedlisk przyrodniczych
W obszarze występuje 14 rodzajów siedlisk z załącznika I dyrektywy siedliskowej:
- pionierska roślinność na kamieńcach górskich potoków
- zarośla wrześni
- zarośla wierzby siwej
- murawy bliźniczkowe
- ziołorośla górskie i nadrzeczne
- łąki świeże
- torfowiska przejściowe
- torfowiska zasadowe
- jaskinie nieudostępnione do zwiedzania
- kwaśne buczyny górskie
- żyzne buczyny – ok. 45% całego obszaru
- grąd
- jaworzyny
- lasy łęgowe

## Fauna
Występuje tu 18 gatunków zwierząt z załącznika II:
- niedźwiedź brunatny Ursus arctos
- ryś Lynx lynx
- wilk Canis lupus
- wydra Lutra lutra
- bobr Castor fiber
- podkowiec mały Rhinolophus hipposideros
- nocek duży Myotis myotis
- nocek orzęsiony Myotis emarginatus
- nocek Bechsteina Myotis bechsteinii
- traszka grzebieniasta Triturus cristatus
- traszka karpacka Lissotriton montadoni
- kumak górski Bombina variegata
- brzana peloponeska Barbus peloponnesius
- poczwarówka zwężona Vertigo angustior
- pachnica dębowa Osmoderma eremita
- zgniotek cynobrowy Cucujus cinnaberinus
- zagłębek bruzdkowany Rhysodes sulcatus
- nadobnica alpejska Rosalia alpina